# Romualdas Granauskas
Romualdas Granauskas (ur. 18 kwietnia 1939 w Możejkach, zm. 28 października 2014 w Wilnie) – litewski pisarz, dramaturg oraz autor opowiadań, w których podejmował tematykę wiejską, m.in. zbiory Medžių virsūnes ['wierzchołki drzew'] (1969), Duonas valgytojai ['zjadacze chleba'] (1975). Granauskas pisał także utwory sceniczne, m.in. Rožės pažydejmas tamsoj ['kwitnące róże w ciemności'] (1978), oraz scenariusze filmowe. Tłumaczył również utwory pisarzy rosyjskich i estońskich.